# Yang Ji-In
Yang Ji-In (en coreano: 양지인; Seúl, 20 de mayo de 2003) es un deportista surcoreana que compite en tiro, en la modalidad de pistola. Participó en los Juegos Olímpicos de París 2024, obteniendo una medalla de oro en la prueba de pistola 25 m.

## Palmarés internacional
| Juegos Olímpicos | Juegos Olímpicos | Juegos Olímpicos | Juegos Olímpicos |
| Año              | Lugar            | Medalla          | Prueba           |
| ---------------- | ---------------- | ---------------- | ---------------- |
| 2024             | París (Francia)  | Medalla de oro   | Pistola 25 m     |